# Glabrilaria orientalis
Glabrilaria orientalis är en mossdjursart som beskrevs av Harmelin 1988. Glabrilaria orientalis ingår i släktet Glabrilaria och familjen Cribrilinidae.

## Underarter
Arten delas in i följande underarter:
- G. o. azorensis
- G. o. lusitanica